# Benilde Vázquez
Benilde Vázquez Gómez (Antas de Ulla) es una investigadora y pedagoga española pionera en la investigación sobre mujer y deporte. Es fundadora y vicepresidenta del Seminario Permanente Mujer y Deporte y profesora emérita de la  Facultad de Ciencias de la Actividad Física y del Deporte de la Universidad Politécnica de Madrid. En 2016 recibió el Premio Nacional de las Artes y las Ciencias Aplicadas al Deporte junto a  a Élida Alfaro ortogado por el Consejo Superior de Deportes.

## Trayectoria
Nació en Antas de Ulla, se crio en Marín. Estudió magisterio en la Normal de Pontevedra y posteriormente se licenció en Pedagogía en la Universidad Complutense de Madrid.
En 1966 tras acabar la carrera universitaria se vinculó a la docencia y el deporte cuando tuvo oportunidad de dar clases de Psicología y Pedagogía a los profesores de Educación, que entonces se impartían por separado a hombres y mujeres.  
Accedió, ya en Madrid, a lo que sería su campo profesional, la mujer y el deporte, en el que ha sido pionera a través de la pedagogía, de la mano del desaparecido José María Cagigal, “que trataba –explica- de dar una nueva orientación a la educación física, más allá del ámbito académico”. Un trabajo que le valió, en 2015, el primer Premio Internacional de Educación Física José María Cagigal.
Durante cuarenta años fue profesora del INEF donde a mediados de los 90 dirigió el departamento de Pedagogía de la Actividad Física y el Deporte. Se especializó en Educación Física Escular profundizando en la situación de las mujeres. 
En 1990 fundó el Seminario Permanente Mujer y Deporte en la Universidad Politécnica de Madrid dedicado a vencer las resistencias al avance femenino en el ámbito deportivo del que es vicepresidenta y que desde 1998 preside Élida Alfaro. El seminario se creó en 1990 con ocasión del I Congreso Nacional sobre Mujer y Deporte celebrado en el INEF de Madrid en mayo de ese mismo año organizado por el Instituto de la Mujer, el Consejo Superior de Deportes y el Ministerio de Educación. Está adscrito académicamente al Departamento de Pedagogía de la Actividad Física y del Deporte del INEF de Madrid. Forma parte del Grupo Europeo EWS y del Grupo Internacional IWG.
En 2006 cuando se jubiló recibió la Medalla al mérito deportivo. Diez años después, en 2016 fue reconocida junto a Élida Alfaro con el  Premio Nacional de las Artes y las Ciencias Aplicadas al Deporte.
En la actualidad forma parte de la Comisión mujer y deporte del Comité Olímpico Español.

## Premios y reconocimientos
- Medalla al mérito deportivo (2006)
- Premio Internacional de Educación Física José María Cagigal (2015)
- Premio Nacional de las Artes y las Ciencias Aplicadas al Deporte (2016)[8] distinción ortorgada por el Consejo Superior de Deportes  junto a la también profesora emérita Élida Alfaro, «para premiar al profesional que en el ejercicio de su actividad haya destacado por una obra o haya contribuido a impulsar o difundir la actividad físico-deportiva de forma singular o a lo largo de su vida profesional»[8]
- Premios COLEF (Colegio de Licenciados en Educación Física) (2017) Asturias[9]

## Publicaciones
- Guía para una educación física no sexista (1990)  Autoría Vázquez y Gómez, Benilde ; Manzano, Alicia ; Álvarez Bueno, Gonzalo ; Fernández García, Emilia; Cano de Mateos, Sol ; López, Clara
- Actitudes y prácticas deportivas de las mujeres españolas (1993) Instituto de la Mujer. ISBN  84-7799-072-7
- La educación física en la educación básica (1989) Gymnos, ISBN 84-85945-45-X
- Las mujeres en la alta competición deportiva (2001)
- Mujeres y actividades físico-deportivas. (2002) Consejo Superior de Deportes. Ministerio de Cultura y Deporte
- Hablamos de deporte;en femenino y en masculino (2010) Autoría: Élida Alfaro Gandarillas, Mercedes Bengoechea Bartolomé, Benilde Vázquez Gómez; Consejo Superior de Deportes. Presidencia de Gobierno.
- Las mujeres jóvenes y las actividades físico-deportivas (2007) Vazquez Gómez, Benilde. Consejo Superior de Deportes. Ministerio de Educación y Cultura